# Göran Fritzon
Sven Göran Fritzon, född 21 april 1962 i Åled, är en svensk musiker. Han har yrkesmässigt även använt stavningen Fritzson.
Fritzon spelar klaviatur i Gyllene Tider, ofta på en elorgel av typen Farfisa VIP 233.

## Externa länkar

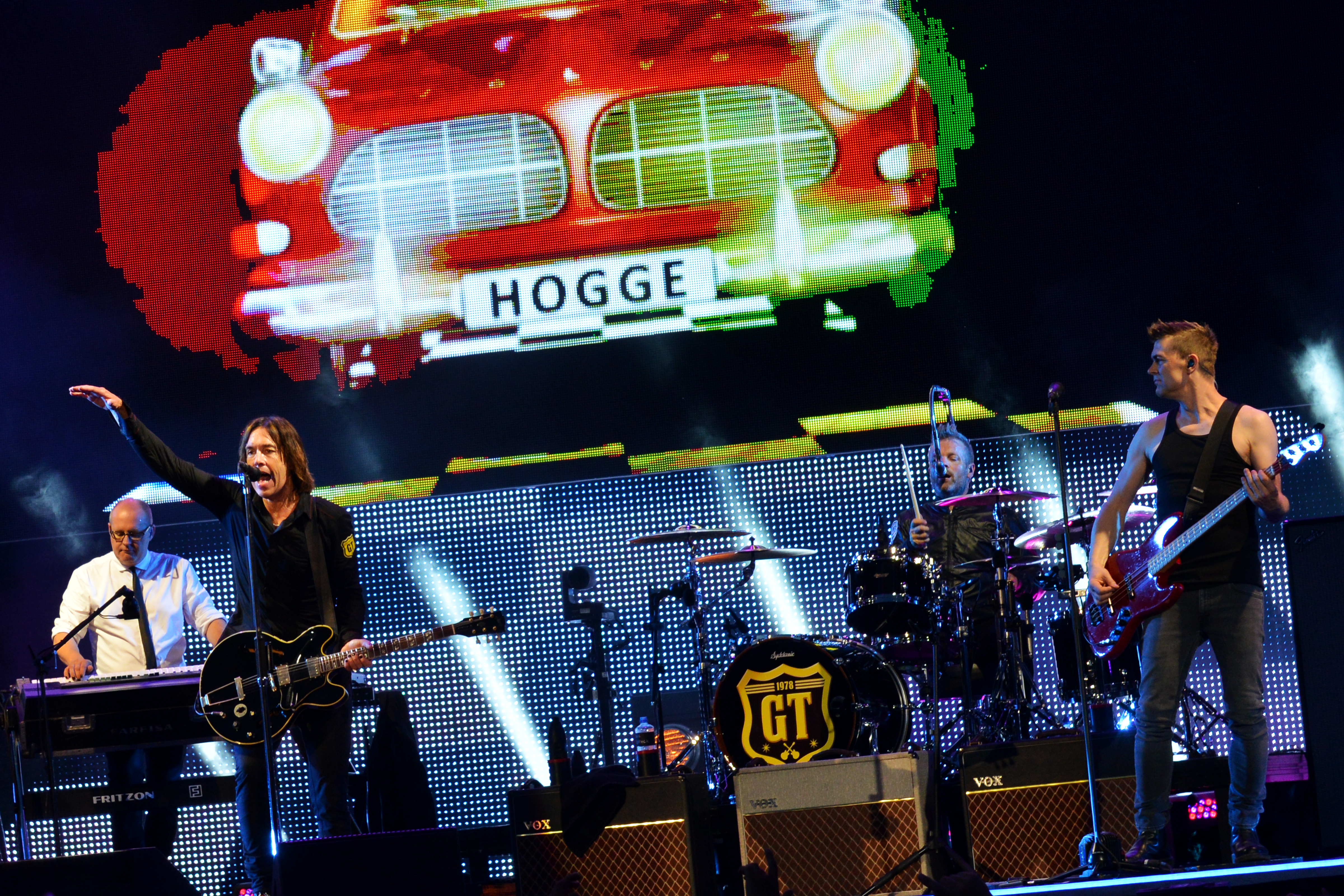
Göran Fritzon med Gyllene Tider i Linköping under turnén "dags att tänka på refrängen".